# Széchenyi fürdő (Metró Budapest)
Széchenyi fürdő, anfangs: Artézi fürdő, zwischenzeitlich Széchenyi gyógyfürdő, ist ein am 2. Mai 1896 eröffneter U-Bahnhof der Linie M1 der Metró Budapest und liegt zwischen den Haltestellen Hősök tere und Mexikói út. Er befindet sich am namensgebenden Széchenyi-Heilbad im Stadtwäldchen im Stadtbezirk Zugló, in der Nähe befinden sich die Burg Vajdahunyad und der Zoo. Die Station war ursprünglich oberirdisch, hatte als einzige Station der U-Bahn von 1896 einen Mittelbahnsteig und fungierte als Endstation, sie wurde am 31. Juli 1973 aufgelassen. Die heutige unterirdische Durchgangsstation mit zwei Außenbahnsteigen liegt quer zum ursprünglichen Bauwerk und ging am 30. Dezember 1973 anlässlich der Streckenverlängerung zur Mexikói út in Betrieb, 1995 wurde sie im heutigen Zustand modernisiert. Oberirdisch besteht Umsteigemöglichkeit zur Trolleybuslinie 72.

## Galerie

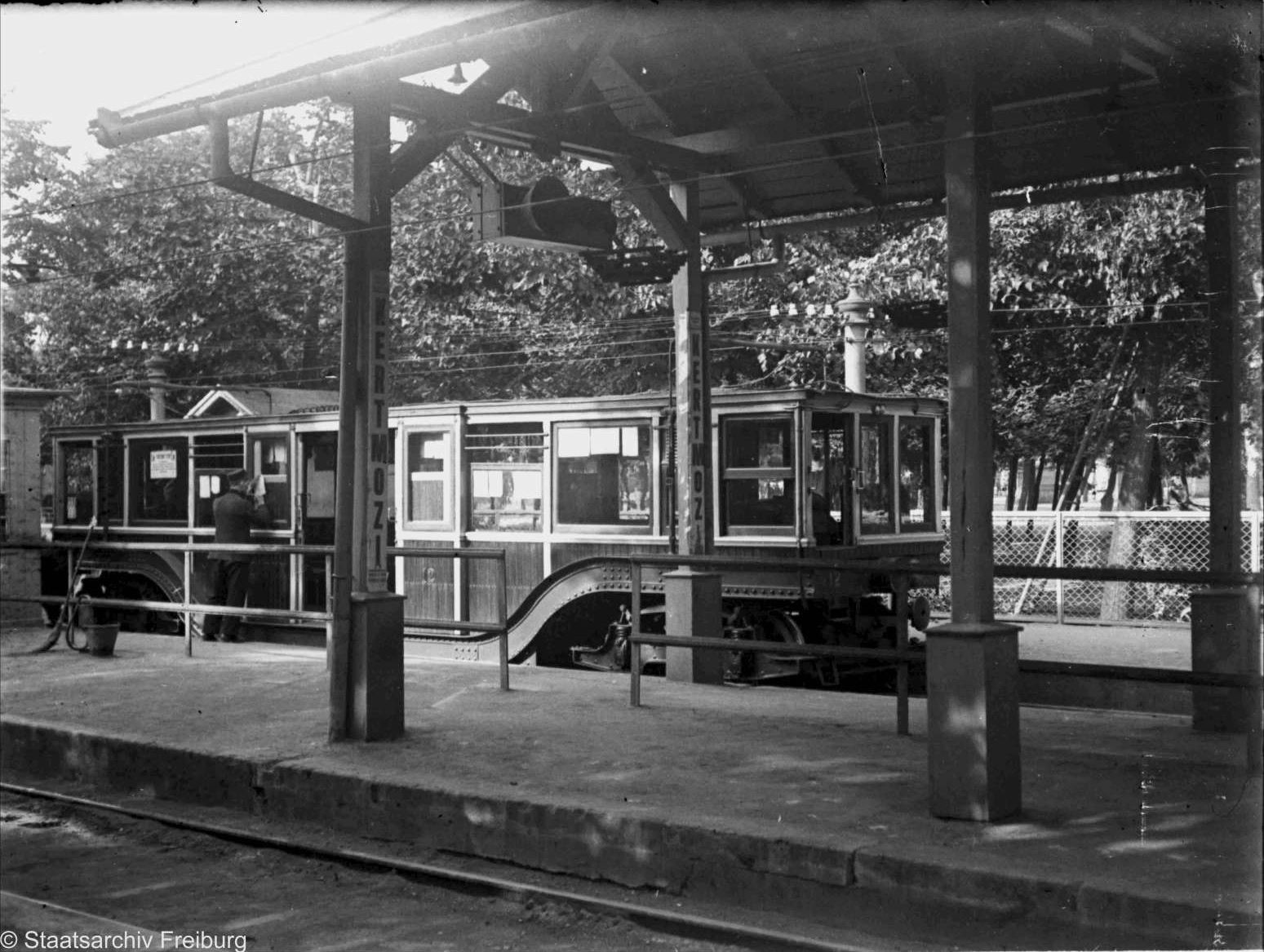
Alte oberirdische Endstation in den 1920er Jahren
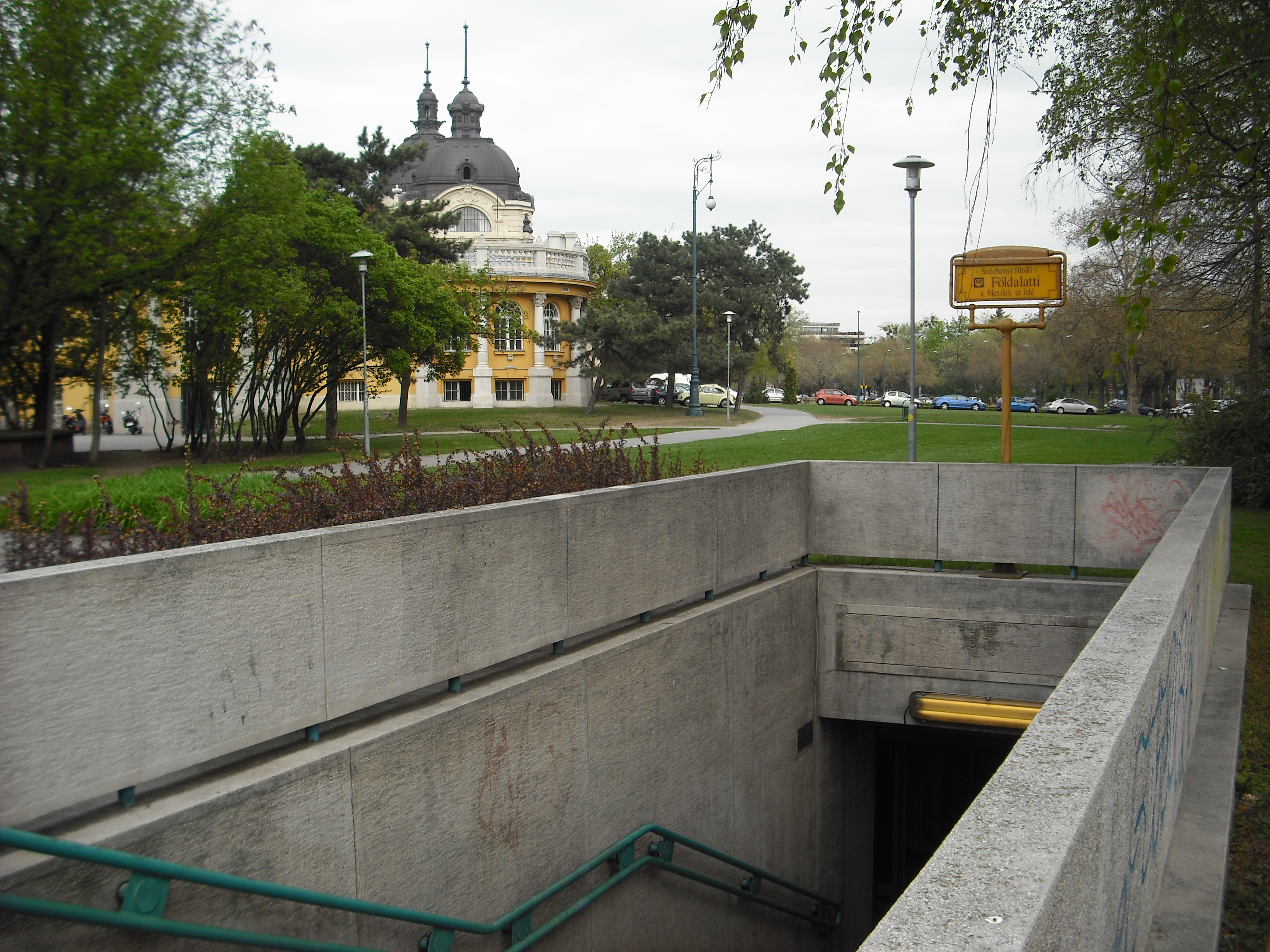
Zugang mit Széchenyi-Heilbad im Hintergrund
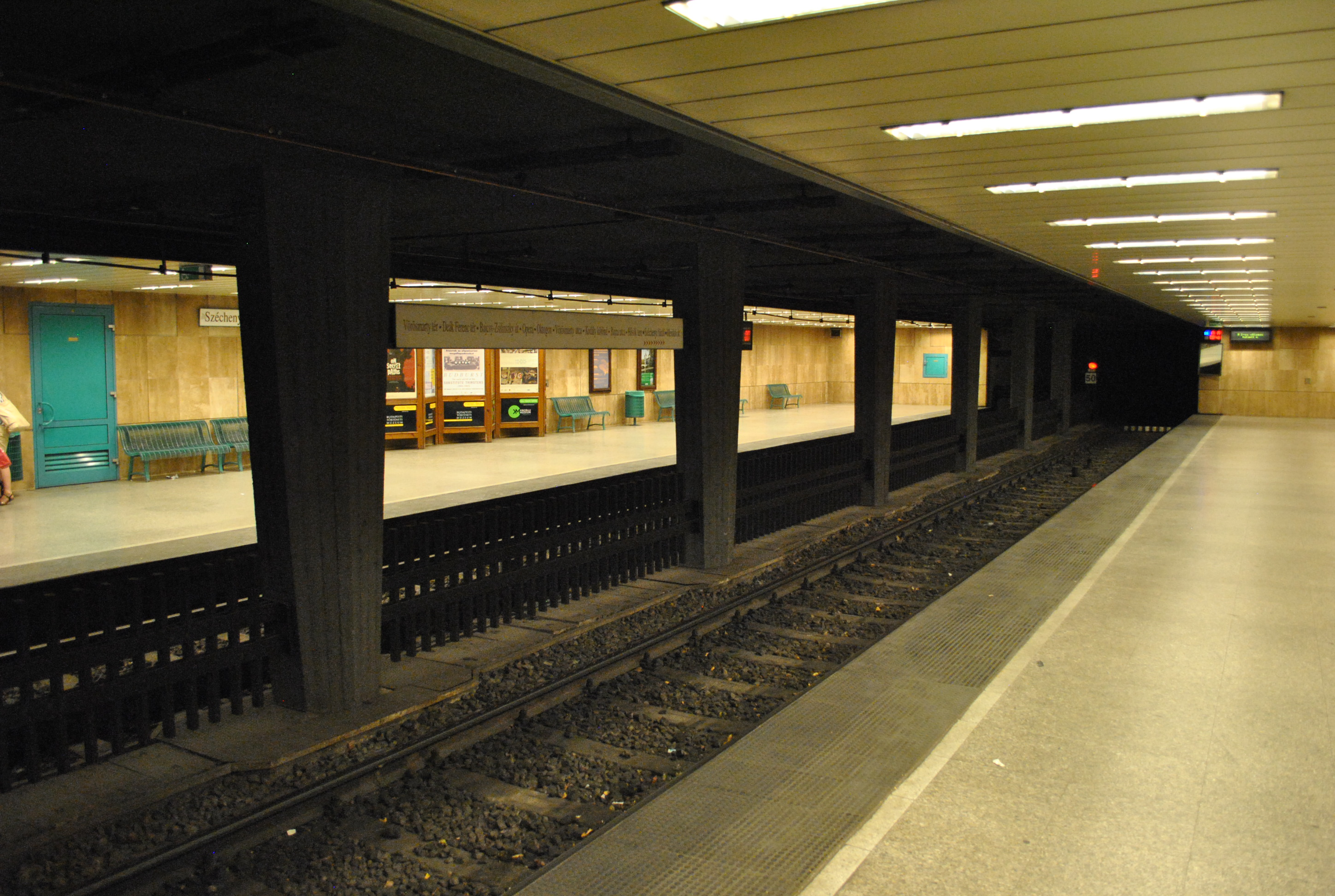
Die beiden Außenbahnsteige